# Distretto di Yan Ta Khao
Il distretto di Yan Ta Khao (in thailandese: ย่านตาขาว) è un distretto (amphoe) della Thailandia, situato nella provincia di Trang.